# Ленгнау (Берн)
Ленгнау (нім. Lengnau BE) — громада  в Швейцарії в кантоні Берн, адміністративний округ Біль.

## Географія
Громада розташована на відстані близько 27 км на північ від Берна.
Ленгнау має площу 7,4 км², з яких на 21,5% дозволяється будівництво (житлове та будівництво доріг), 39,3% використовуються в сільськогосподарських цілях, 37% зайнято лісами, 2,2% не є продуктивними (річки, льодовики або гори).

## Демографія
2019 року в громаді мешкало 5280 осіб (+14,7% порівняно з 2010 роком), іноземців було 26,6%. Густота населення становила 713 осіб/км².
За віковим діапазоном населення розподілялося таким чином: 20,1% — особи молодші 20 років, 57,7% — особи у віці 20—64 років, 22,3% — особи у віці 65 років та старші. Було 2337 помешкань (у середньому 2,2 особи в помешканні).
Із загальної кількості 1822 працюючих 32 було зайнятих в первинному секторі, 879 — в обробній промисловості, 911 — в галузі послуг.